# کلاینر مایتن
کلاینر مایتن (به لاتین: Kleiner Mythen) یک کوه در سوئیس است که در کانتون اشووتس واقع شده‌است. کلاینر مایتن ۱٬۸۱۱ متر بالاتر از سطح دریا واقع شده‌است.